# Kupellonura capensis
Kupellonura capensis là một loài chân đều trong họ Hyssuridae. Loài này được Kensley miêu tả khoa học năm 1975.